# Nippocryptus rufofemoratus
Nippocryptus rufofemoratus är en stekelart som beskrevs av Jonathan 1999. Nippocryptus rufofemoratus ingår i släktet Nippocryptus och familjen brokparasitsteklar. Inga underarter finns listade i Catalogue of Life.